# Olu Olamigoke
Olumide Olamigoke (ur. 19 września 1990) – nigeryjski lekkoatleta specjalizujący się w trójskoku.
W 2014 zajął 4. miejsce na igrzyskach Wspólnoty Narodów oraz uplasował się na 6. pozycji podczas mistrzostw Afryki w Marrakeszu. Srebrny medalista igrzysk afrykańskich w Brazzaville (2015). W 2016 zajął 14. miejsce na halowych mistrzostwach świata w Portland.
Stawał na podium mistrzostw Nigerii.
Rekordy życiowe: stadion – 16,98 (14 września 2015, Brazzaville); hala – 15,98 (28 stycznia 2017, Bloomington oraz 3 lutego 2018, Lynchburg).

## Osiągnięcia
| Rok  | Impreza                    | Miejsce        | Pozycja           | Wynik |
| ---- | -------------------------- | -------------- | ----------------- | ----- |
| 2014 | Igrzyska Wspólnoty Narodów | Glasgow        | 4. miejsce        | 16,56 |
| 2014 | Mistrzostwa Afryki         | Marrakesz      | 6. miejsce        | 16,18 |
| 2015 | Igrzyska afrykańskie       | Brazzaville    | 2. miejsce        | 16,98 |
| 2016 | Halowe mistrzostwa świata  | Portland       | 14. miejsce       | 15,94 |
| 2016 | Mistrzostwa Afryki         | Durban         | 5. miejsce        | 16,53 |
| 2016 | Igrzyska olimpijskie       | Rio de Janeiro | el. – 32. miejsce | 16,10 |